# Amplificatore operazionale

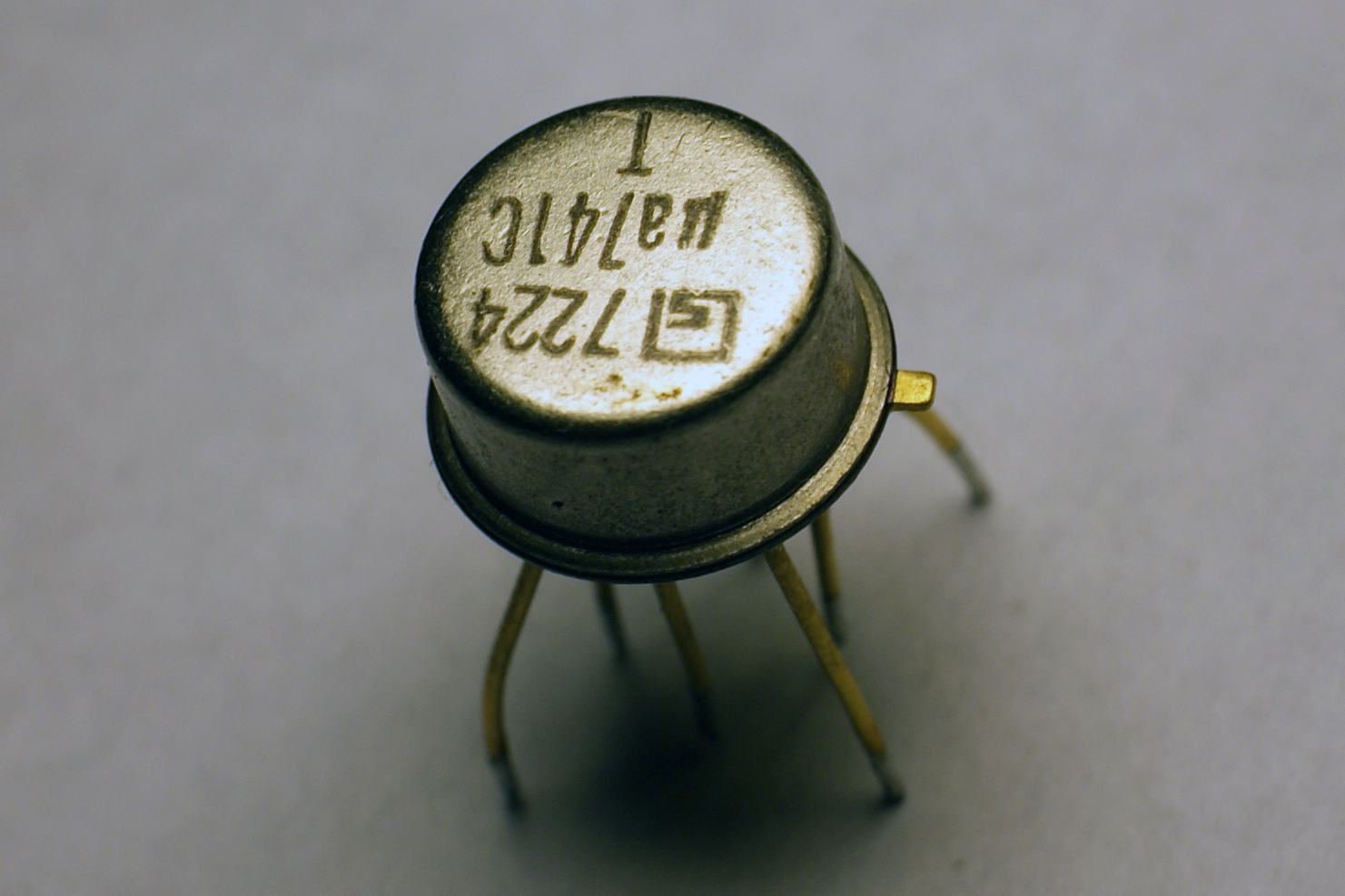
Il μa741, prodotto dalla Signetics.

In elettronica, un amplificatore operazionale (in inglese operational amplifier oppure op-amp) è un amplificatore differenziale avente (solitamente) una sola uscita di tipo single-ended. Grazie anche alla sua versatilità, è uno dei dispositivi più largamente utilizzati sia in ambito commerciale sia scientifico, in particolar modo nei circuiti analogici.

## Storia
Il termine amplificatore operazionale è stato prodotto per la prima volta negli anni quaranta per individuare uno speciale tipo di amplificatore che per mezzo di una scelta opportuna dei componenti esterni eseguisse una vasta gamma di operazioni.
I primi amplificatori vennero realizzati tramite tubi termoionici (valvole), i quali però avevano ereditato dalle valvole tutti i difetti: erano molto voluminosi, consumavano molta energia, erano costosi e imprecisi al punto di vedere l'offset a oltre 1 V.
Un enorme passo avanti nella miniaturizzazione degli amplificatori operazionali si ebbe grazie all'introduzione dei transistori bipolari.
Tuttavia l'evento decisivo per la miniaturizzazione fu lo sviluppo dei circuiti integrati. Il primo di questi dispositivi fu il velocissimo (20 ÷ 30 MHz di banda passante) e costosissimo (300 $ del tempo) µA702 sviluppato nell'ottobre 1964 da Robert J. Widlar all'epoca ancora presso la Fairchild Semiconductor. Nel 1968 lo stesso costruttore introdusse il popolare µA741 progettato nel 1968 da David Fullagar.

## Descrizione

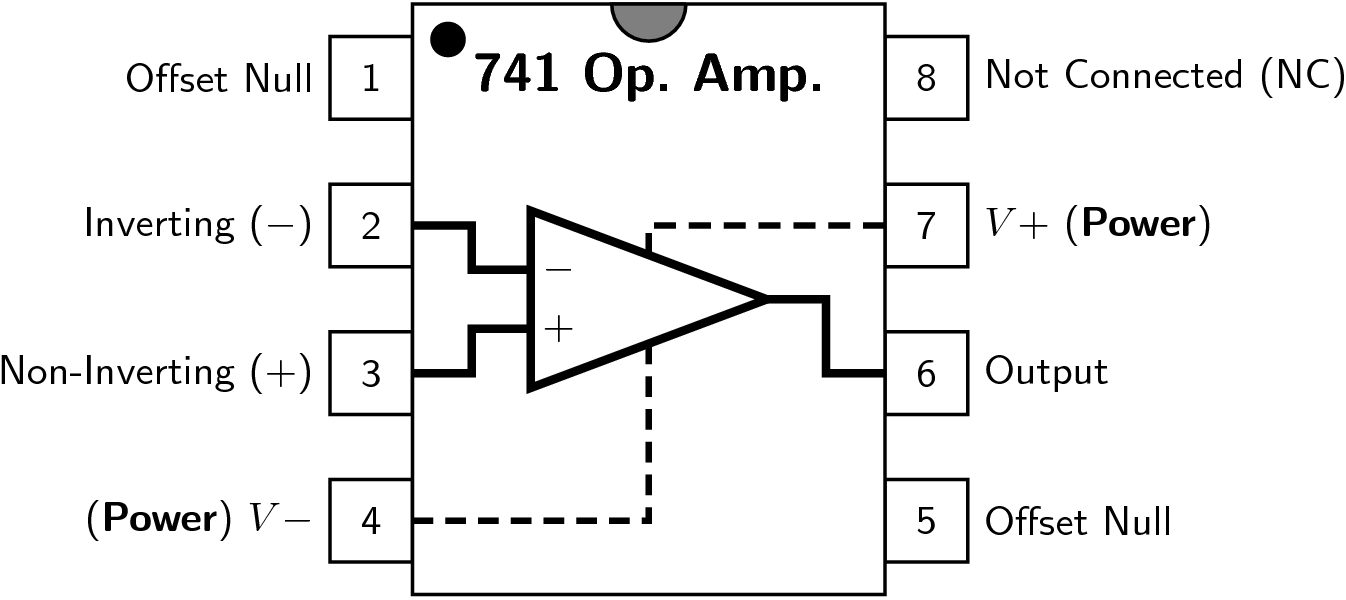
Piedinatura tipica.

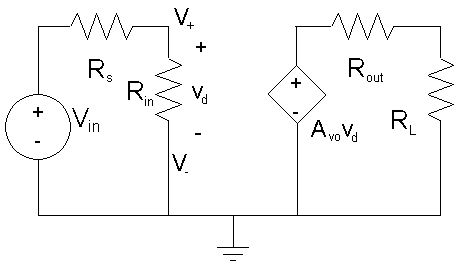
Modello particolare di un amplificatore operazionale. In questo caso, l'ingresso ha uno dei terminali dell'opamp collegato al pot. di rif. (caso di amplificazione single ended in ingresso). Esso può essere rappresentato come un generatore di tensione controllato in tensione, con una resistenza d'ingresso e una resistenza di uscita.

Idealmente si tratta di un circuito caratterizzato da un guadagno di tensione infinito, un'impedenza d'ingresso di valore infinito, e una impedenza d'uscita nulla. 
Da tali supposizioni, che consentono nella pratica di svolgere i calcoli per controllare il funzionamento della retroazione, discendono due proprietà ideali fondamentali: la differenza tra le tensioni applicate in ingresso è nulla (se la retroazione è negativa), e le correnti di ingresso (Ibias) sono nulle.
Il nome è dovuto al fatto che, con esso, è possibile realizzare circuiti elettronici in grado di effettuare numerose operazioni matematiche: la somma, la sottrazione, la derivata, l'integrale, il calcolo di logaritmi e di antilogaritmi. Nella maggior parte delle applicazioni l'amplificatore operazionale è costituito da un circuito integrato.
La maggior parte degli amplificatori operazionali è progettata per lavorare con una tensione di alimentazione duale, cioè con un valore positivo e uno negativo, simmetrici rispetto a ground. Le due tensioni di alimentazione non necessariamente debbono avere lo stesso valore: ad esempio la tensione positiva potrebbe essere di 15 volt, quella negativa di 7 volt; la versatilità di questi dispositivi è tale che vi possono essere applicazioni in cui la tensione negativa può essere posta a zero, cioè il componente è alimentato da una singola tensione. Nell'alimentazione duale, il livello del segnale in uscita può spaziare tra i due valori di tensione d'alimentazione a meno di un piccolo margine, che può variare a seconda del tipo di operazionale adottato.
Dal punto di vista costruttivo, l'amplificatore operazionale può essere realizzato con transistor a giunzione bipolare (BJT) oppure transistor ad effetto di campo (MOSFET, JFET); questi ultimi lavorano a frequenze maggiori, permettono inoltre di ottenere una impedenza di ingresso più elevata e un minore consumo energetico. Il package può essere plastico, ceramico o metallico e può contenere fino a quattro dispositivi identici. Una tipologia molto particolare, progettata e commercializzata da alcuni piccoli produttori per il settore audiofilo fa uso di una tecnologia detta "a discreti", ovvero, il circuito è realizzato con componentistica comune, assemblata comunque in una forma estremamente miniaturizzata, tanto da poter essere sostituita al componente integrato originale.
L'amplificatore operazionale è un dispositivo a elevato guadagno (nei dispositivi integrati è spesso maggiore di 10^5) il cui utilizzo è permesso dall'aggiunta di una rete di retroazione, che collega l'uscita all'ingresso in modo tale da diminuire il valore del segnale (tensione o corrente) in entrata (nel caso la retroazione sia negativa, come solitamente succede.). In questo modo il comportamento del dispositivo non dipende dal particolare valore del suo guadagno, che è detto per tale motivo guadagno ad anello aperto, ma soltanto dalle caratteristiche della rete di retroazione.
L'amplificatore operazionale è un amplificatore differenziale fornito di un'uscita e due ingressi che amplifica la differenza di potenziale tra i due ingressi. Un ingresso è detto invertente ed è indicato con il simbolo {\displaystyle -}, l'altro è detto non invertente ed è indicato con il simbolo {\displaystyle +}. Solitamente si descrive l'amplificatore operazionale con un modello ideale, in cui il guadagno è infinito, l'impedenza di ingresso è infinita, l'impedenza di uscita è nulla e il guadagno di modo comune è nullo. Si assume inoltre che in un dispositivo ideale la risposta dell'uscita a una sollecitazione dell'ingresso sia istantanea, e che se gli ingressi hanno lo stesso valore l'uscita è nulla. Il fatto che la resistenza d'ingresso sia infinita significa che l'amplificatore non assorbe corrente da nessuno dei due terminali d'ingresso, e il fatto che la resistenza di uscita sia nulla fa sì che un amplificatore operazionale ideale sia un perfetto amplificatore di tensione. Utilizzando un'opportuna configurazione, inoltre, l'operazionale viene utilizzato anche come amplificatore di corrente.
Il funzionamento dell'amplificatore operazionale si basa sull'elevato valore del guadagno ad anello aperto: è sufficiente anche una variazione minima della differenza di tensione tra gli ingressi per avere un valore in uscita che il dispositivo non è in grado di erogare. Pertanto, l'uscita risponde a una variazione della differenza di tensione tra gli ingressi in modo tale da annullare tale variazione. In altre parole, l'amplificatore fa in modo che la rete di retroazione mantenga minima (idealmente nulla) la differenza di potenziale tra i due ingressi (il cui potenziale è detto massa virtuale), così da avere un guadagno limitato e rendere utilizzabile il dispositivo.
Detti {\displaystyle V_{+}} e {\displaystyle V_{-}} i valori della tensione agli ingressi, la tensione in uscita è data da:
{\displaystyle V_{\text{out}}=A(V_{+}-V_{-})}
dove {\displaystyle A} è il guadagno senza retroazione (guadagno ad anello aperto).
Si consideri un amplificatore operazionale con guadagno in tensione ad anello aperto {\displaystyle A<\infty } tale che la rete di retroazione diminuisca l'ingresso di un fattore {\displaystyle B}. Si ha:
{\displaystyle V_{\text{out}}=A(V_{\text{in}}-BV_{\text{out}})}
ovvero:
{\displaystyle V_{\text{out}}={\frac {A}{1+AB}}V_{\text{in}}}
Si definisce guadagno ad anello chiuso il guadagno {\displaystyle G} dell'amplificatore con la retroazione inserita:
{\displaystyle G={\frac {V_{\text{out}}}{V_{\text{in}}}}={\frac {A}{1+AB}}}
Nel limite in cui il guadagno ad anello aperto si considera infinito si ha {\displaystyle G=1/B}, mentre per il corretto funzionamento di un dispositivo reale si deve avere il prodotto {\displaystyle AB} molto maggiore dell'unità.

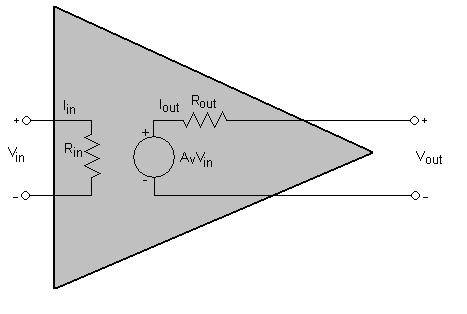
Amplificatore operazionale ideale.

Uno dei principali vantaggi che hanno condotto all'utilizzo estensivo dell'amplificatore operazionale in quasi ogni ambito dell'elettronica analogica, e che lo rende spesso preferibile a un analogo dispositivo che fornisca il medesimo guadagno {\displaystyle G} senza la necessità di una retroazione, è quello di avere un guadagno complessivo (ad anello chiuso) molto poco dipendente da fattori che contribuiscono alla sua alterazione, come la frequenza del segnale in ingresso o la temperatura. Fu a causa di questa caratteristica che è stato storicamente introdotto l'utilizzo della retroazione negativa, inventata da Harold Black per ottenere un'amplificazione di un segnale telefonico uguale a ogni frequenza e indipendente dall'ampiezza (la prima pubblicazione al riguardo risale al 1934).
Il discorso per l'amplificazione di un segnale in corrente è del tutto analogo: la capacità di amplificare tensione o corrente è determinata dalla configurazione della rete di retroazione. In particolare, nella configurazione detta non-invertente (mostrata nel seguito) la rete di retroazione diminuisce il valore della tensione del segnale in ingresso, mentre nella configurazione detta invertente avviene lo stesso per la corrente.
Inoltre, se il comportamento della retroazione è dipendente dalla frequenza del segnale l'amplificatore è un equalizzatore, mentre se dipende dall'ampiezza del segnale l'amplificatore è non lineare.

### Rapporto di reiezione di modo comune
La tensione di uscita di un amplificatore differenziale ideale è data da {\displaystyle V_{\text{out}}=A(V_{+}-V_{-})}. In un dispositivo reale, l'uscita è descritta in modo più preciso dalla relazione:
{\displaystyle V_{\text{out}}=A\cdot (V_{+}-V_{-})+{\tfrac {1}{2}}A_{\text{CM}}(V_{+}+V_{-})}
dove {\displaystyle A_{\text{CM}}} è il guadagno di modo comune, solitamente molto minore del guadagno differenziale {\displaystyle A}. Il rapporto di reiezione di modo comune (CMRR) è definito come il rapporto:
{\displaystyle \mathrm {CMRR} =10\log _{10}\left({\frac {A}{A_{\text{CM}}}}\right)^{2}=20\log _{10}\left({\frac {A}{|A_{\text{CM}}|}}\right)}
In generale il CMRR dipende dalla frequenza del segnale, ed è un parametro importante nell'ambito della riduzione del rumore sulle linee di trasmissione. Ad esempio, quando si misura una termocoppia in ambiente rumoroso (cioè disturbato), il rumore dell'ambiente appare come un offset su entrambi gli input, e può pertanto essere rappresentato come un segnale di tensione di modo comune. Il CMRR dello strumento di misurazione determina l'attenuazione applicata al rumore.

### Amplificatore operazionale reale
In un amplificatore operazionale non vi è guadagno infinito, anche se esso ha un valore molto grande, in genere dell'ordine di {\displaystyle A\simeq 10^{5}-10^{6}}. Inoltre per l'impedenza di ingresso si ha {\displaystyle R_{in}\simeq 1\,M\Omega }, mentre per quella di uscita: {\displaystyle Z_{out}\simeq 1\,\Omega }. Esistono sul mercato amplificatori operazionali anche di costo contenuto con impedenza d'ingresso nell'ordine di {\displaystyle 10^{9}}{\displaystyle \Omega }. In un amplificatore reale la differenza di potenziale che deve essere applicata tra gli ingressi per azzerare l'uscita non è nulla, ed è detta tensione di offset. Si tratta della tensione che si ha in uscita alimentando l'amplificatore (+-Vcc) e collegando i morsetti di ingresso al riferimento. Negli ingressi degli amplificatori operazionali scorrono inoltre correnti che producono cadute di tensione sulle impedenze o sulla resistenza di uscita: l'amplificatore non è quindi mai perfettamente bilanciato, e non si ha {\displaystyle V_{+}=V_{-}\,}. Per questo motivo le correnti {\displaystyle I_{+},I_{-}\,} nei morsetti d'ingresso dipendono dal tipo di transistor di cui è composto l'amplificatore: se si tratta di un transistor BJT queste correnti sono dell'ordine del nanoampere, mentre per il JFET sono dell'ordine dei picoampere.
Si definisce corrente di offset:
{\displaystyle I_{0}=|I_{+}-I_{-}|\,}
Molti operazionali in commercio posseggono degli ingressi supplementari per azzerare questa tensione.
Un parametro importante è il rapporto di reiezione della tensione di alimentazione (in inglese Power supply rejection ratio, abbreviato in PSRR). Se variano le tensioni di alimentazione, variano i punti di lavoro dei transistori interni e questo causa a sua volta alterazioni della tensione di offset. Pertanto si definisce:
{\displaystyle \mathrm {PSRR} ={\Delta V_{\mathrm {alim} } \over {\Delta V_{\mathrm {offset} }}}}
che rappresenta la variazione della tensione di offset causata da una variazione di 1 V della tensione di alimentazione. Il PSRR può essere indicato sia in dB sia in μV/V, e ha valori simili a quelli del CMRR. Quando il dispositivo è alimentato da tensioni ben regolate, prive di disturbi e costantemente simmetriche, l'effetto del valore finito del PSRR è di solito trascurabile rispetto alle altre fonti d'errore. In alcuni dispositivi la tensione di offset può essere corretta, agendo su una coppia di pin supplementari. Inoltre, esistono operazionali progettati per lavorare con una tensione singola rispetto a ground, uno fra i più diffusi è l'LM358.

## Configurazioni di base
Si consideri un amplificatore operazionale ideale, quindi con impedenza di ingresso infinita, impedenza di uscita nulla, il guadagno e la larghezza di banda hanno un valore infinito.

### Amplificatore invertente

Amplificatore operazionale in configurazione invertente.

La configurazione invertente si ottiene applicando la tensione di ingresso {\displaystyle V_{\text{in}}} sul morsetto invertente e mantenendo l'altro morsetto al potenziale di riferimento, come in figura. Un segnale periodico uscente viene così sfasato di 180º rispetto all'ingresso, ovvero il guadagno è negativo.
Ai capi delle resistenze {\displaystyle R_{\text{in}}} e {\displaystyle R_{\text{f}}} vi sono rispettivamente le tensioni {\displaystyle V_{\text{in}}} e {\displaystyle V_{\text{out}}}, e poiché in ingresso non passa corrente {\displaystyle V_{\text{out}}/R_{\text{f}}=-V_{\text{in}}/R_{\text{in}}}. Si ha quindi:
{\displaystyle G={\frac {V_{\text{out}}}{V_{\text{in}}}}=-{\frac {R_{\text{f}}}{R_{\text{in}}}}}
In tale configurazione la retroazione negativa diminuisce il valore della corrente in ingresso, e pertanto l'impedenza in ingresso (ovvero misurata tra i due ingressi) è data dall'impedenza dell'amplificatore senza retroazione moltiplicata per un fattore {\displaystyle 1+AB}, che motiva l'assunzione di un'impedenza in ingresso infinita nel caso ideale, in cui il guadagno è infinito. Allo stesso modo, il valore dell'impedenza in uscita dipende dal fatto che la retroazione riporta all'ingresso una parte della corrente in uscita: in tale configurazione l'impedenza in uscita viene divisa per {\displaystyle 1+AB}.

### Amplificatore non invertente

Amplificatore operazionale in configurazione non invertente.

Un amplificatore non invertente si ottiene applicando la tensione d'ingresso {\displaystyle V_{\text{in}}} sul morsetto non invertente e mantenendo l'altro morsetto a massa attraverso una resistenza. L'uscita è inoltre in fase con l'ingresso. Le due resistenze formano un partitore di tensione, ed essendo gli ingressi al medesimo potenziale si ha:
{\displaystyle V_{\text{in}}={\frac {R_{1}}{R_{1}+R_{2}}}V_{\text{out}}}
e quindi:
{\displaystyle G={\frac {V_{\text{out}}}{V_{\text{in}}}}=1+{\frac {R_{2}}{R_{1}}}}
In tale configurazione la retroazione negativa diminuisce il valore della tensione in ingresso e pertanto l'impedenza in ingresso è data dall'impedenza dell'amplificatore senza retroazione moltiplicata per un fattore {\displaystyle 1+AB}, che motiva l'assunzione di un'impedenza in ingresso infinita nel caso ideale, in cui anche il guadagno è infinito. Allo stesso modo, l'impedenza in uscita viene divisa per {\displaystyle 1+AB}.

### Amplificatore separatore
È detto anche buffer o inseguitore di tensione. Nel caso particolare di un amplificatore non invertente con {\displaystyle R_{1}=\infty } oppure {\displaystyle R_{2}=0} si ottiene {\displaystyle G=1}. Si tratta di un amplificatore di tensione a guadagno unitario (denotato frequentemente col termine inglese unity buffer amplifier o voltage follower), che a causa dell'elevata impedenza di ingresso e la piccola impedenza in uscita viene spesso impiegato come disaccoppiatore di impedenza tra circuiti.

## Applicazioni circuitali
L'amplificatore operazionale prima dell'avvento del digitale era usato in numerose applicazioni. Dal punto di vista operazionale è usato come sommatore analogico e sottrattore, come derivatore e integratore e anche come moltiplicatore analogico. Dal punto di vista circuitale esso è un ottimo amplificatore differenziale e amplificatore logaritmico, inoltre si può usare come generatore di corrente ideale, convertitore tensione-corrente e generatore di forme d'onde.
Grazie al fatto che con l'amplificatore operazionale è possibile eseguire tutte le operazioni matematiche sopra citate, esso è stato usato, specie in passato quando il calcolatore elettronico digitale non possedeva ancora la potenza e la velocità di calcolo dei moderni computer, per la realizzazione di calcolatori analogici in grado di risolvere anche equazioni differenziali in tempo reale.
Inoltre con gli amplificatori operazionali si possono produrre filtri, in particolare filtri attivi, cioè come filtro passa-alto, passa basso, passa banda e elimina banda. Ma ne esistono altri come il filtro Butterworth e il filtro di Čebyšëv. Tutti questi filtri sono anche lineari.
Altri filtri in cui si utilizzano amplificatori operazionali sono i filtri non lineari.
Gli amplificatori operazionali sono usati anche come comparatori sia di tensioni sia di fasi (vedi trigger di Schmitt) e come modulatori. Tra gli altri usi vi sono il circuito sample and hold e l'utilizzo nella conversione analogico-digitale.

### Integratore/derivatore
Introducendo un condensatore nel circuito di retroazione o in quello di ingresso, si ottiene un amplificatore in grado di eseguire operazioni di integrazione o derivazione.
La frequenza minima del segnale è limitata entro determinati valori dai parametri dei componenti usati (integratore limitato), e in particolare dal tempo di carica della rete RC, {\displaystyle \tau =RC}. Superati questi limiti il circuito entra in saturazione distorcendo il segnale.
Operazione di integrazione:
{\displaystyle v_{o}(t)=-{\frac {1}{RC}}\int v_{i}(t)dt}
Nel caso in cui all'ingresso venga applicato un segnale sinusoidale, si rileverà in uscita un segnale sempre sinusoidale ma sfasato di +90º che equivale a un segnale cosinusoidale.
Se all'ingresso viene applicata un'onda rettangolare, in uscita si avrà un segnale di tipo triangolare.
Se all'ingresso viene applicata un'onda triangolare, in uscita si avrà un segnale costituito da rami di parabola.
Operazione di derivazione:
{\displaystyle v_{o}(t)=-RC{\frac {dv_{i}(t)}{dt}}}

### Comparatore
Sfruttando il guadagno elevatissimo presentato dall'amplificatore operazionale in assenza di retroazione, si può facilmente ottenere un comparatore di tensione.
Si dice comparatore un circuito capace di fornire in uscita una tensione continua, che può assumere solo due livelli, e segnalare così una particolare condizione di disuguaglianza tra le due tensioni di ingresso. Applicando i due segnali da confrontare ai due ingressi, l'uscita assumerà un valore di tensione prossimo alla tensione positiva di alimentazione (saturazione) se l'ingresso non invertente ha tensione maggiore dell'invertente. Nel caso opposto l'uscita presenterà una tensione prossima all'alimentazione negativa. Per questa funzione esistono comunque dispositivi specifici (voltage comparator), alcuni dei quali alimentati con tensione singola rispetto al potenziale di riferimento, tra questi uno dei più diffusi siglato LM339, contiene nel package a 14 pin, 4 comparatori identici.

### Comparatore con isteresi
Introducendo una moderata retroazione sull'ingresso non invertente, a sommarsi con il segnale entrante, si può ottenere un comparatore con isteresi o trigger di Schmitt. Questo tipo di comparatore è impiegato per eliminare eventuali indecisioni e commutazioni indesiderate prodotte dal rumore elettrico. In pratica la tensione di riferimento non è costante ma dipende dallo stato dell'uscita, in modo tale che la soglia di commutazione verso l'alto è superiore di un certo margine rispetto alla soglia di commutazione verso il basso.
In un comparatore Trigger/Schmitt si individuano le tensioni di riferimento, e le soglie di commutazione. Queste grandezze sono legate tra di loro dalle seguenti relazioni (Con riferimento alla figura):
Trigger di Schmitt invertente:
{\displaystyle V_{ts}={\frac {R_{1}}{R_{1}+R_{2}}}V_{OH}+{\frac {R_{2}}{R_{1}+R_{2}}}V_{ref}}
{\displaystyle V_{ti}=-{\frac {R_{1}}{R_{1}+R_{2}}}|V_{OL}|+{\frac {R_{2}}{R_{1}+R_{2}}}V_{ref}}
Trigger di Schmitt non Invertente:
{\displaystyle V_{ts}={\frac {R_{1}+R_{2}}{R_{2}}}V_{ref}-{\frac {R_{1}}{R_{2}}}V_{OL}}
{\displaystyle V_{ti}={\frac {R_{1}+R_{2}}{R_{2}}}V_{ref}-{\frac {R_{1}}{R_{2}}}V_{OH}}